# Вахтанг Рчеулішвілі
Вахтанг Шалвович Рчеулішвілі (1954—2017) — грузинський політичний діяч, экс-віце-спікер грузинського парламенту, лідер Соціалістичної партії Грузії, бізнесмен.

## Біографія
Народився в тодішній радянській Грузії в місті Тбілісі, 1977 року закінчив Тбіліський державний університет за спеціальністю «фізика».
Був віце-президентом Клубу молодих вчених з 1979 по 1982 рік і головою групи лекторів ЦК комсомолу Грузії з 1982 по 1984 рр.
Працював в Інформаційному центрі соціальних наук Грузинської академії наук з 1985 по 1987 рр. Також, обіймав посаду заступника голови Державного спонсорського комітету миру Грузії з 1987 по 1992 рік.

## Політична кар'єра
Рчеулішвілі став активним в політиці пострадянської Грузії з 1992 року, коли його обрали до парламенту Грузії за квитком Союзу громадян Грузії, керованого Едуардом Шеварднадзе.
Він обіймав посаду віце-спікера парламенту з 1992 по 1995 рік.
У серпні 1995 року він отримав незначні поранення в результаті вибуху автомобіля, націленого на Шеварднадзе. Пізніше того ж року він покинув Союз громадян та створив Соціалістичну партію Грузії.
Був членом двох наступних скликань парламенту Грузії (1995—1999, 1999—2003). Його партія, яка перебувала у поміркованому протистоянні уряду Шеварднадзе, також досягла значних успіхів на місцевих виборах 1998 року.
До листопада 2003 року він знову об'єднався з Шеварднадзе, але масові протести проти виборчих нерегулярностей — відомих як Революція троянд — змусили Шеварднаду подати у відставку. Протягом декількох днів після революції, у грудні 2003 року, Рчеулішвілі оголосив про вихід з політики і пішов у відставку на посаді голови Соціалістичної партії.

## Бізнес
Вахтанг Рчеулішвілі, його дружина Мая Рчеулішвілі та його побратим Русудан Кервалішвілі, також колишній віце-спікер парламенту (2008—2012), є засновниками групи «Центр Пойнт Груп», найбільшої девелоперської компанії та будівельної компанії.
У середині 2000-х років компанія вступила в суперечку за те, що нібито дублює тисячі своїх клієнтів. Орган протидії корупції Transparency International Georgia охарактеризував схему компанії Ponzi як «найбільший будівельний скандал у Грузії».
У 2013 році проти власників компанії — Маї Рчеулішвілі та Русудана Кервалішвілі було порушено звинувачення в розкраданні. Вони були затримані у 2016 році та засуджені Тбіліським міським судом до чотирьох років позбавлення волі у 2017 році.